# Instrument d'optique

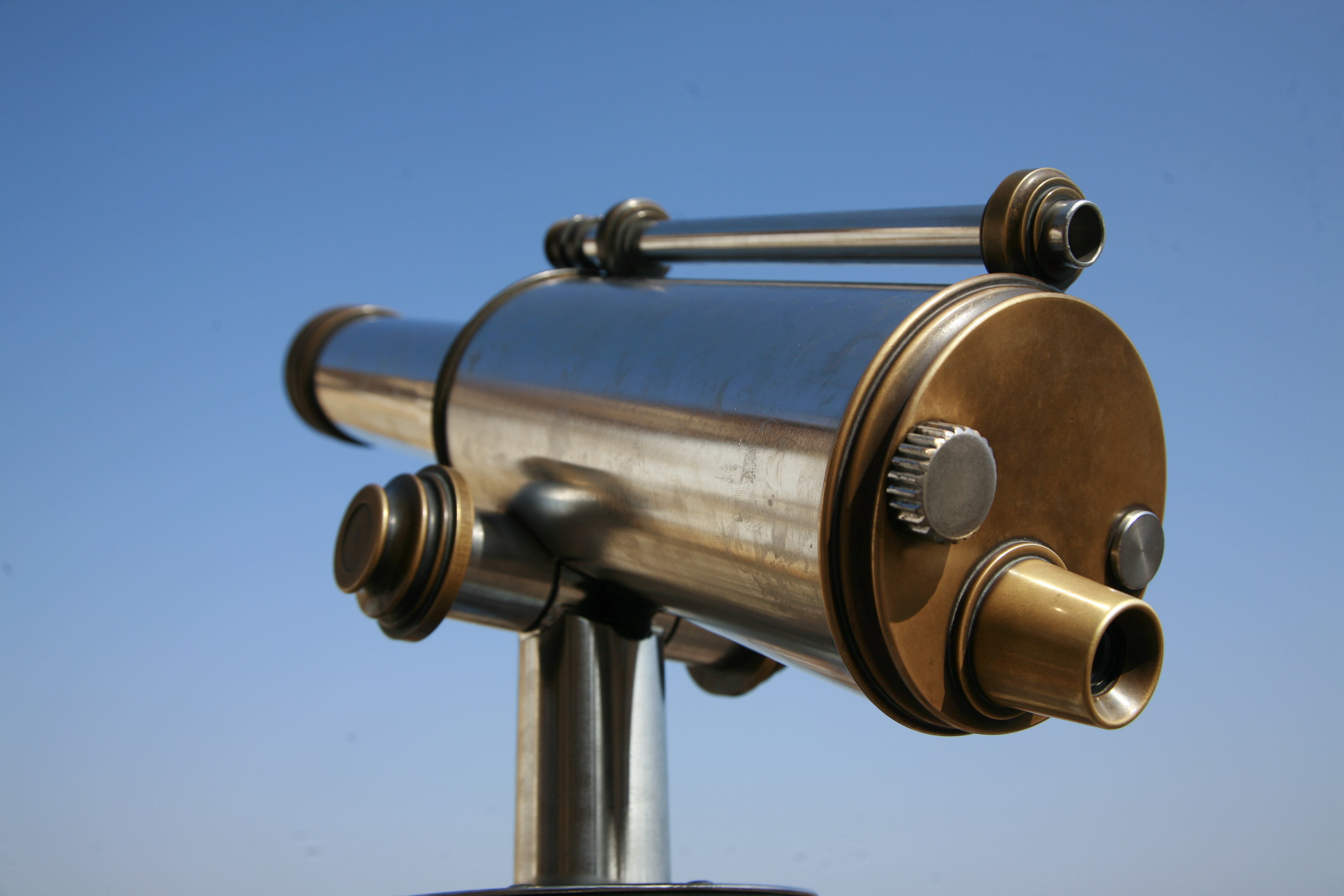
Une lunette d'approche

Un instrument d'optique est un instrument formant une image d'un objet. Un instrument d'optique est généralement l'association de plusieurs systèmes optiques (ex.: objectif et oculaire). De manière plus générale, on désigne par « instrument optique » tout instrument utilisant l'optique dans son fonctionnement.

## Classification
Selon le type d'image formée, les instruments d'optique peuvent être classés en deux groupes.
- Les instruments nécessitant la présence d'un œil humain pour observer l'image sont appelés instruments visuels et dits subjectifs[1] et donnent une image virtuelle. Il peut s'agir d'instruments d'observation (loupe, verre correcteur, microscope optique, jumelles, lunette astronomique, longue-vue, judas optique, télescope, périscope, rétroviseur, etc.) ou d'instruments de mesure (télémètre, théodolite, niveau, goniomètre, etc.). Ils sont souvent munis d'un oculaire. Les systèmes optiques subjectifs sont le plus souvent caractérisés par leur grossissement, dans le cas d'objets éloignés, par leur puissance optique, dans le cas d'objets très proches.
- Les instruments ne nécessitant pas la présence de l'œil humain sont appelés instruments de projection et dits objectifs[1] (appareils de projection et appareils de prise de vue : chambre photographique, appareil photographique et caméra) et donnent une image réelle. L'image peut être projetée sur une surface photosensible (pellicule photographique, capteur photographique, détecteur) ou sur une surface diffusante (écran, verre dépoli) pour être observée indirectement. Le grandissement caractérise la taille de l'image obtenue. Le système optique des appareils de prise de vue et des projecteurs (nommé objectif) est caractérisé par sa distance focale image appelée focale par contraction.

## Qualités
Ils nécessitent pour définir leur qualité :
- les études de focométrie pour l'obtention d'une image correcte par focalisation des rayons lumineux ;
- les études de photométrie pour la prise en compte des flux de l'énergie transportée (flux, intensité) ;
- la prise en compte des aberrations et leurs corrections (géométriques, chromatiques, de diffraction) ;
- la compréhension des qualités et exigences de l'œil humain (acuité, pouvoir séparateur, défauts et corrections) ;
- l'apport de solutions techniques supplémentaires : diaphragme de champ, d'ouverture, prise en compte des champs ;
- la prise en compte de l'optique physique, des aspects ondulatoire et corpusculaire de la lumière.